# Rieden, Sankt Gallen
Rieden är en ort i kommunen Gommiswald i kantonen Sankt Gallen, Schweiz. Orten var före den 1 januari 2013 en egen kommun, men inkorporerades då tillsammans med Ernetschwil in i kommunen Gommiswald.